# Cserháthaláp
Cserháthaláp es un pueblo ubicado en el condado de Nógrád, Hungría.

## Superficie
Posee una superficie de 10,47 kilómetros cuadrados.

## Demografía
Hasta 2021 la población era de 360 habitantes, con una densidad de población de 34,38 habitantes por kilómetro cuadrado.